# Vent màxim sostingut
Vent màxim sostingut és un vent continu en un interval de temps. Aquest terme es fa servir més sovint en els ciclons tropicals com indicador de la intensitat de la tempesta. A diferència de les ràfegues de vent, aquests vents es mesuren obtenint la velocitat mitjana del vent en un interval de temps fix. Els vents màxims sostinguts són els majors valors de la mitjana de la velocitat del vent n aquest interval de temps. En el cas dels ciclons tropicals, l'interval de temps varia entre 1 i 10 minuts. Generalment aquests vents es mesuren mitjançant satèl·lit meteorològic, estacions meteorològiques, vaixells i avions de reconeixement.
L'Organització Meteorològica Mundial (OMM) defineix el vent màxim sostingut com la mitjana de les mitjanes de velocitat del vent en 10 minuts a 10 m per sobre de la superfície de l'oceà. Tanmateix als Estats Units es fa servir l'interval d'un minut.
En el cas de l'obtenció del valor de vent màxim sostingut mitjançant satèl·lit es fa servir sovint la tècnica Dvorak, que considera la variació de la temperatura entre l'ull del cicló i les seves parets. Quan el cicló tropical s'aproxima a la costa, els radars Doppler també són útils per al mesurament. Es fa servir el vent màxim sostingut per categoritzar els ciclons tropicals respecte a la seva intensitat com en el cas de l'Escala d'huracans de Saffir-Simpson.
En general, els vents màxims sostinguts són en un 30 a 40% inferiors a les ràfegues més fortes del vent.
|                                |                                 |                      |                     |
| Tempesta tropical Wilma a T3.0 | Tempesta tropical Dennis a T4.0 | Huracà Jeanne a T5.0 | Huracà Emily a T6.0 |